# Acer calcaratum
Acer calcaratum är en kinesträdsväxtart som beskrevs av François Gagnepain. Acer calcaratum ingår i släktet lönnar, och familjen kinesträdsväxter. Inga underarter finns listade i Catalogue of Life.